# Lolin
I Lolin (talvolta anche Lollin o Lollino) furono una famiglia patrizia veneziana, annoverata fra le cosiddette Case Nuovissime.

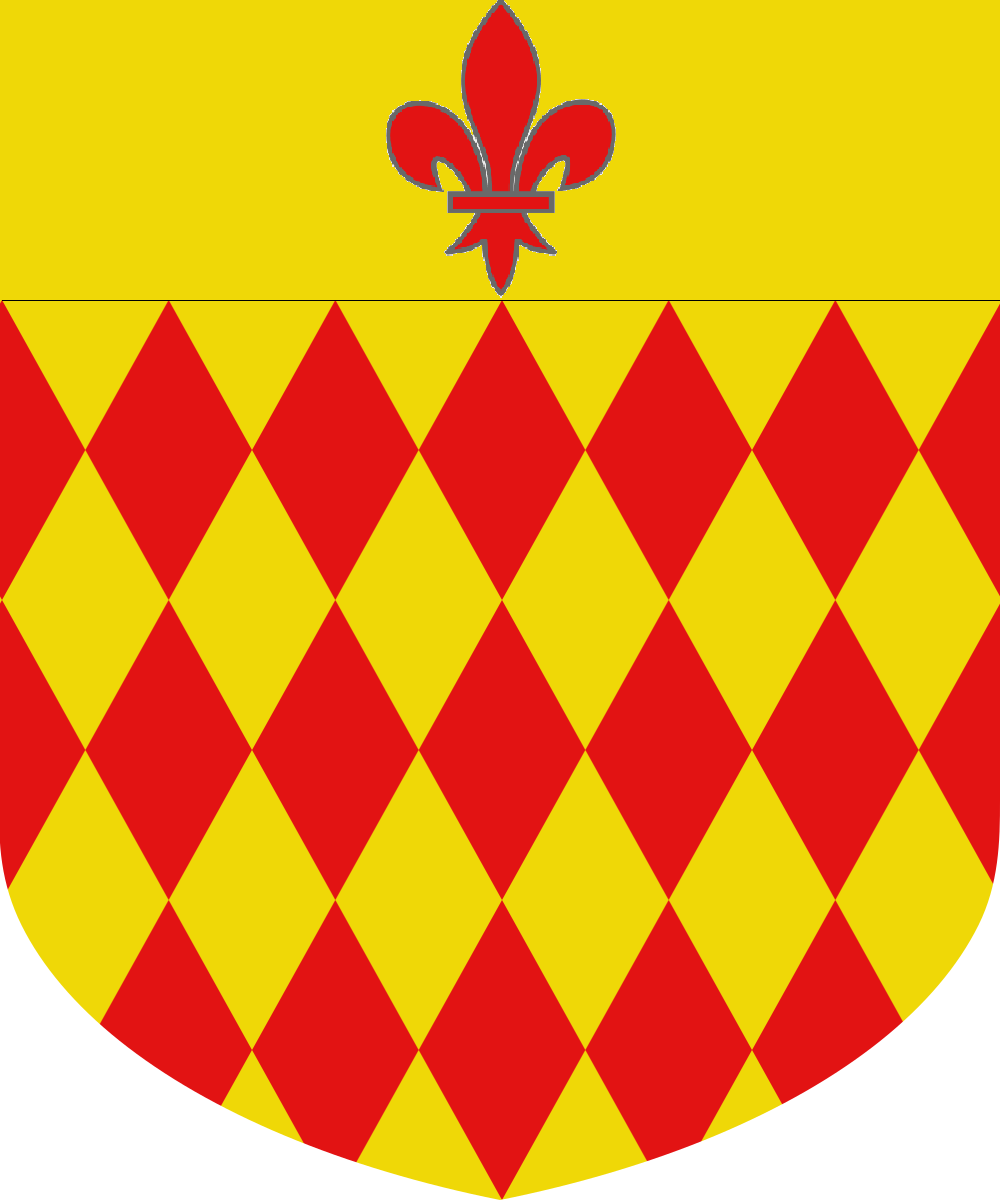
Stemma Lolin

## Storia
La tradizione fa pervenire il casato dei Lolin dall'antica Equilium (oggi Jesolo), o da Altino, donde sarebbero giunti a Venezia in epoca molto antica. La famiglia diede alla città antichi tribuni.
Tra gli esponenti degni di nota, è da ricordare uno Stefano Lolin, vescovo di Torcello, il quale, nel 1243, si dice abbia ritrovato il corpo di Santa Fosca, facendolo porre il giorno 11 aprile di quell'anno presso l'altare dell'omonimo santuario, sull'isola di Torcello.
Una parte di questa casa pare si fosse stabilita nelle colonie veneziane sull'isola di Candia. Poco chiaro è l'ingresso dei Lolin in seno al corpo patrizio della città lagunare, che sarebbe avvenuto nel 1436, in un'epoca molto lontana sia dalle precedenti aggregazioni del 1381, seguite alla vittoria della Serenissima nella guerra di Chioggia, sia alle successive aggregazioni del XVII e XVIII secolo.
I Lolin si estinsero nella prima metà del secolo XVII, probabilmente nel 1632, benché altra fonte li dia estinti nel 1626. Erede dei beni di famiglia, in particolare dello splendido palazzo che i Lolin possedevano in San Vidal, fu la famiglia patrizia dei Giustinian, nella persona di Giovanni Giustinian Lolin (capostipite dell'omonimo ramo del casato Giustinian), figlio di Francesco e di Franceschina Lolin, ultima discendente di questo casato.

## Membri illustri
- Alvise Lolin (1557 - 1625), ecclesiastico, fu vescovo di Belluno dal 1596 alla sua morte.

## Luoghi e architetture
- Palazzo Giustinian Lolin, a San Marco;
- Villa Lolin, a Quinto di Treviso, oggi scomparsa.